# Michael Shulman
Michael Shulman (Nueva York, 31 de diciembre de 1981) es un actor y productor estadounidense. Shulman es el fundador de Sand & Snow Entertainment, una empresa formada en 2021, dedicada al trabajo impulsado por artistas que genera conversación, especialmente entre las generaciones más jóvenes. Anteriormente, fue copropietario de la compañía de producción Starry Night Entertainment, con sede en Nueva York y Los Ángeles, junto con Craig Saavedra. Shulman recibió una licenciatura en Artes de la Universidad de Yale con especialización en historia del arte.

## Biografía
Nacido en Nueva York, Shulman ha estado actuando desde su infancia, comenzando su carrera en teatro y apareciendo rápidamente en más de 10 obras de teatro y musicales, incluyendo una presentación de dos años en Broadway en Los Miserables, el elenco original de Assassins de Stephen Sondheim y dos obras de John Guare. Fue miembro del elencode voz de Recess. Fue durante este tiempo que comenzó su carrera discográfica, y desde entonces ha aparecido en más de cinco álbumes. Shulman luego se dedicó a la televisión y al cine y consiguió varios papeles, entre ellos Little Man Tate de Jodie Foster, Wide Awake de M. Night Shyamalan, Can of Worms de Disney, Party of Five (1994) de Fox, y su aclamada actuación como Benny en el especial de HBO, Someone Had to Be Benny (1996), por el que fue nominado a un premio CableAce (el nominado más joven en la historia del premio) y ganó un premio Daytime Emmy. También protagonizó la película original de Disney Channel de 1999 Can of Worms.

## Carrera
En 2009, Shulman produjo y protagonizó la comedia/drama Sherman's Way junto a James LeGros, Enrico Colantoni, Brooke Nevin, Donna Murphy y Lacey Chabert. Las reseñas de la película citan: “Shulman tiene un aspecto cachondo y un talento tanto para la comedia física como para la exasperación. Transmite hábilmente la lejanía de este personaje respecto del mundo real, manejando con habilidad los comentarios sarcásticos y autocríticos”.
Entre 2010 y 2014, Shulman apareció en programas de televisión como Law & Order, Unforgettable, el largometraje The Word y White People de JT Rogers de Atlantic Theatre Company. Mientras, también produjo el estreno en Nueva York de Mistakes Were Made en Barrow Street Theatre, con el actor nominado al Oscar Michael Shannon. En 2014, la rama de producción de Shulman y Saavedra, Starry Night Entertainment, obtuvo sus primeras dos nominaciones a los premios Tony como productores de After Midnight (musical) de Broadway y The Cripple of Inishmaan, protagonizada por Daniel Radcliffe.

### 2015-2018
Shulman y Saavedra ampliaron su programación teatral tanto en Broadway como en el West End con un innovador modelo de inversión en Wall Street implementado en espectáculos, incluido el ganador del premio Tony Hedwig and the Angry Inch tanto en Broadway como en gira nacional, The Elephant Man con Bradley Cooper, Photograph 51, protagonizada por Nicole Kidman en el West End, Les Liaisons Dangereuses (obra), protagonizada por Liev Schreiber, y Labour of Love, protagonizada por Martin Freeman.

### 2018-2019
Shulman y Saavedra abrieron el estreno en el West End de Red de John Logan y El teniente de Inishmore de Martin McDonagh. Más tarde, en ese mismo año, el equipo produjo en Broadway la obra The Ferryman. La obra ganó el premio Tony a la mejor obra de teatro en 2019.

### 2020-presente
Con los cines cerrados debido a la pandemia, Shulman se expandió con varios proyectos en la pantalla chica. A través de Sand & Snow, se ha comprometido a aumentar sus esfuerzos para apoyar a artistas de todos los medios y contar historias auténticas y apasionantes.
Continuando con su apoyo al director Sam Mendes, Shulman es productor de The Lehman Trilogy, que fue nominada al premio Tony. La obra ganó el premio Tony en 2022, siendo el segundo premio de Shulman en esta ceremonia.
A través de Sand and Snow Entertainment, Shulman está produciendo actualmente la obra de teatro Orlando en el West End, protagonizada por Emma Corrin.
Shulman actualmente está produciendo la obra de teatro Backstairs Billy en el West End, y además produce las obras Hills of California y Motive and the Cue.

## Premios
- Premio Tony a la trilogía Lehman: Mejor obra de la temporada de Broadway 2021-2022
- Premio Tony por The Ferryman: Mejor obra de la temporada de Broadway 2018-2019
- Premio Daytime Emmy
- Premio CableAce

## Vida personal
Shulman es un apasionado defensor de las artes, y forma parte de la junta directiva de Young Partners en The Public Theater, y es voluntario de Meet Me en MoMA, un programa de acceso especial para personas con demencia. También ha hablado de su afiliación con The Aspen Institute.